# Бонито
Бонито (итал. Bonito) — коммуна в Италии, располагается в регионе Кампания, в провинции Авеллино.
Население составляет 2540 человек (2008 г.), плотность населения составляет 136 чел./км². Занимает площадь 19 км². Почтовый индекс — 83032. Телефонный код — 0825.
Покровителем коммуны почитается святой Бонит Клермонтский, празднование 15 января.
В Бонито родился дизайнер обуви Сальваторе Феррагамо.

## Демография
Динамика населения:

## Администрация коммуны
- Официальный сайт: http://www.comune.bonito.av.it/ Архивная копия от 13 декабря 2009 на Wayback Machine